# Skytte vid olympiska sommarspelen 1956

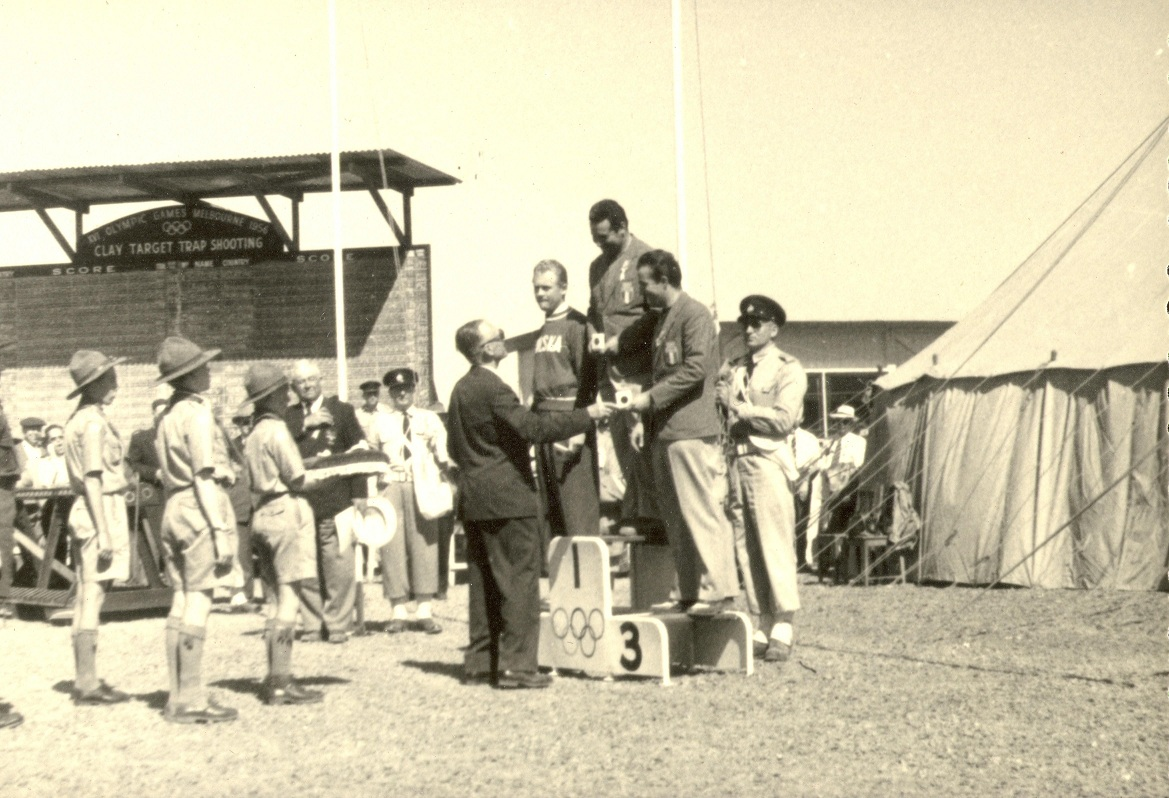
Medaljutdelningen i trap.

De olympiska tävlingarna i skytte 1956 avgjordes mellan den 29 november och 5 december i Melbourne. 156 deltagare från 37 länder tävlade i sju grenar.
Tävlingarna hölls vid Australiska arméns skjutbana i Williamstown, cirka en mil väst om centrala Melbourne. Undantaget var lerduveskyttet som hölls på en flygvapenbas vid Laverton, 11 kilometer väst om skytteanläggningen.
Programmet bestod av sju grenar, samma som fanns med på 1952 års program.

## Medaljörer
| Gren                                        | Guld                            | Silver                           | Brons                            |
| Snabbpistol Detaljer...                     | Ștefan Petrescu Rumänien        | Jevgenij Tjerkasov Sovjetunionen | Gheorghe Lichiardopol Rumänien   |
| Fripistol Detaljer...                       | Pentti Linnosvuo Finland        | Makhmud Umarov Sovjetunionen     | Offutt Pinion USA                |
| 300 meter gevär, tre positioner Detaljer... | Vasilij Borisov Sovjetunionen   | Allan Erdman Sovjetunionen       | Vilho Ylönen Finland             |
| 50 meter gevär, tre positioner Detaljer...  | Anatolij Bogdanov Sovjetunionen | Otakar Hořínek Tjeckoslovakien   | Johan Sundberg Sverige           |
| 50 meter gevär, liggande Detaljer...        | Gerald Ouellette Kanada         | Vasilij Borisov Sovjetunionen    | Gil Boa Kanada                   |
| Hjortskytte Detaljer...                     | Vitalij Romanenko Sovjetunionen | Olof Sköldberg Sverige           | Vladimir Sevrjugin Sovjetunionen |
| Trap Detaljer...                            | Galliano Rossini Italien        | Adam Smelczyński Polen           | Alessandro Ciceri Italien        |

## Medaljtabell
| Pl.    | Nation          | Guld | Silver | Brons | Totalt |
| ------ | --------------- | ---- | ------ | ----- | ------ |
| 1      | Sovjetunionen   | 3    | 4      | 1     | 8      |
| 2      | Finland         | 1    | 0      | 1     | 2      |
| 2      | Italien         | 1    | 0      | 1     | 2      |
| 2      | Kanada          | 1    | 0      | 1     | 2      |
| 2      | Rumänien        | 1    | 0      | 1     | 2      |
| 6      | Sverige         | 0    | 1      | 1     | 2      |
| 7      | Polen           | 0    | 1      | 0     | 1      |
| 7      | Tjeckoslovakien | 0    | 1      | 0     | 1      |
| 9      | USA             | 0    | 0      | 1     | 1      |
| Totalt | Totalt          | 7    | 7      | 7     | 21     |